# Clube FM (Recife)
Clube FM é uma emissora de rádio brasileira sediada no Recife, capital do estado de Pernambuco. Opera no dial FM, na frequência 99,1 MHz. Pertence ao Grupo Diario de Pernambuco, que controla a emissora junto com os Diários Associados, que atualmente tem participação minoritária.

## História
Foi fundada em 5 de setembro de 1980, com o nome de Caetés FM. Em 2005, passou a se chamar Clube FM. Atualmente é uma das rádios mais ouvidas da capital pernambucana.
Em 19 de janeiro de 2015, a Clube FM e outros meios de comunicação dos Diários Associados em Pernambuco tiveram 57,5% das suas ações vendidas ao Sistema Opinião de Comunicação, pertencente a Cândido Pinheiro, fundador do Grupo Hapvida, que agora passava a responder majoritariamente pela emissora e outros veículos de comunicação que pertenciam à empresa no Nordeste brasileiro. Em 13 de outubro do mesmo ano, o Grupo R2, dos irmãos Maurício Rands e Alexandre Rands, adquiriu 78% das ações da emissora, da sua co-irmã Rádio Clube Recife e dos jornais Diario de Pernambuco e Aqui PE.
Em 19 de outubro de 2019, após oito meses de negociações, o Grupo R2 vende a emissora, juntamente com a Rádio Clube e o Diario de Pernambuco para o advogado e empresário Carlos Frederico de Albuquerque Vital, conselheiro do Sport Club do Recife e vice-presidente jurídico da Associação dos Cronistas Desportivos de Pernambuco, além de proprietário de outros empreendimentos menores.